# Andorra ai Giochi della XXI Olimpiade
Andorra partecipò ai Giochi della XXI Olimpiade che si sono svolti a Montréal dal 17 luglio al 1º agosto 1976,  con una delegazione di tre atleti impegnati in due discipline: pugilato e tiro. Portabandiera alla cerimonia d'apertura fu Esteve Dolsa, che gareggiò nel tiro a volo.
Si trattò della prima partecipazione di questo Paese ai Giochi estivi. Non furono conquistate medaglie.